# 一氯乙酸
一氯乙酸，也称氯乙酸、氯代乙酸，是一个有机羧酸，化学式为ClCH2CO2H。一氯乙酸是有机合成中的重要试剂，为有潜在危险的烷基化试剂。

## 制取
無色或白色易潮解結晶。以α、β、γ三種形式存在。易溶於水、乙醇、乙醚、苯、二氧化硫和氯仿，具有腐蝕性。
一氯乙酸由红磷、硫或碘催化下乙酸與氯氣反應得到：
CH3CO2H + Cl2 → ClCH2CO2H + HCl
三氯乙烯用硫酸水解时也会产生氯乙酸。

## 性质
一氯乙酸对水杨醛发生O-烷基化，然后生成的醚发生脱羧反应，可用于合成苯并呋喃。